# Bengt Horn

Bengt Horn med Margaretha Sparre och Ingeborg Banér

Bengt Horn af Åminne, född 10 november 1623 på Vikhus, död 7 februari 1678 i Riga, var en svensk friherre, militär och ämbetsman; överste 1653, generalmajor 1656, riksråd 1660, generalguvernör över Estland 1672, president i Svea hovrätt 1674 och fältmarskalk 1677.
Bengt Horn, som var son till Klas Horn, uppfostrades för den civila ämbetsmannabanan, men beslöt vid 23 års ålder att i stället egna sig åt krigaryrket. Han begav sig 1646 till Karl Gustav Wrangels armé i södra Tyskland där trettioåriga kriget fortfarande pågick och blev genast utnämnd till kapten vid Blå regementet. Han befordrades till överstelöjtnant 1648, men återvände 1651 till Sverige och utnämndes 1653 till överste vid Livgardets adelskompani. 1654–1655 var han guvernör i Halland. Samma år erhöll han befallning att som överste för Riksänkedrottningens livregemente till fot delta i det polska fälttåget. Vid belägringen av Marienburg utmärkte han sig, och efter stadens erövring blev han dess kommendant. 1656 utnämndes han till generalmajor och guvernör i Estland. Han ledde sedermera även underhandlingarna med Ryssland som avslutades med freden i Kardis 1661. År 1660 utnämndes han till riksråd. 
Under Karl XI:s förmyndarregering (1660–72) slöt Bengt Horn sig till Magnus Gabriel De la Gardies parti och dennes expansiva ekonomiska politik. Horn och hans dödsbo fick också vid förmyndarräfsten återlämna betydande egendomar till svenska staten. 1672 blev Horn generalguvernör över Estland och 1674 president i Svea hovrätt. 1677 erhöll han i uppdrag att som fältmarskalk leda den expedition, som från Livland skulle undsätta Stettin i Svenska Pommern som belägrades av danskar och brandenburgare. Men i stället för att genast åtlyda denna befallning kvarstannade han flera veckor i Stockholm, där han skötte sina egna angelägenheter och bland annat firade sitt tredje bröllop. Först i november samma år reste han, men blev vinddriven till Finland och måste ta sig landvägen till Riga, dit han ankom 27 januari 1678, en månad efter Stettins fall. Karl XI blev mycket uppbragt över detta dröjsmål och fråntog Horn befälet.